# Posen-talen
Posen-talen er en tre timer lang tale, som lederen af SS Reichsführer-SS Heinrich Himmler den 4. oktober 1943 holdt i Posen ved en konference for forsamlede SS-Gruppenführer. Talen, som havde titlen Rede zu den SS Führern ("Tale til SS førerne"), fremlagde Himmlers synspunkter på udryddelsen af jøder og andre, såsom slavere, som blev anset for fjender af Det tredje Rige.

## Udtalelser
Om jøderne udtalte Himmler:
| Citat | Jeg vil også omtale en meget vanskelig sag åbent her i dag. Vi kan nu indbyrdes tale meget åbent om dette , men vi vil aldrig omtale det offentligt. Ligesom vi den 30. juni 1934 ikke tøvede med at gøre vores pligt som befalet og stillede kammerater, som havde fejlet, op ad muren og henrettede dem, hvilket vi heller aldrig talte om eller nogensinde vil tale om. (henvisning til De lange knives nat) Lad os takke Gud for, at vi i os havde tilstrækkelig selvindlysende viljestyrke til aldrig indbyrdes at tale om det, og vi talte aldrig om det. Vi var alle skrækslagne og alligevel forstod alle, at vi ville gøre det igen, når ordren bliver givet, og det bliver nødvendigt Jeg henviser nu til evakueringen af jøderne, til udryddelsen af det jødiske folk. Det er noget af det, som er let at sige: "Det jødiske folk vil blive udryddet". Det siger alle NSDAP medlemmer: "Det er helt klart, at det er vores program - udryddelsen af jøderne, udryddelse, det gør vi.". Og så dukker de frem, de retskafne 80 millioner tyskere, og hver kender de en anstændig jøde. De siger, at de andre alle er svin, men denne her er en fremragende jøde. (sammenlign med Rosenstrasse protesten) […] Af alle de, som siger sådan, har ingen overværet det, ingen har gennemgået det. Blandt jer ved de fleste, hvordan det er, når der ligger 100 lig samlet, når det er 500 eller når det er 1.000. At gennemgå det, og alligevel - bortset fra undtagelser af menneskelig svaghed - forblive et anstændigt menneske, det har gjort os stærke. Det er en hædersdåd i vor historie, som aldrig er nedskrevet og aldrig vil blive nedskrevet. […] Vi havde den moralske ret, vi havde en pligt overfor vores folk, til at dræbe det folk, som ville dræbe os. | Citat |
|       | |       |

Himmler udtrykte også sit syn på slaverne, som var underlagt tysk herredømme i Østeuropa:
| Citat | Et grundlæggende princip må være en absolut regel for SS-manden: Vi må være ærlige, hæderlige, loyale og kammerater over for personer af vort eget blod og ingen andre. Hvad der sker med en russer eller tjekke interesserer mig overhovedet ikke. Hvad landene kan give os af godt blod af vores type, det tager vi, om nødvendigt ved at bortføre deres børn og lade dem vokse op her hos os. Om nationer lever i velstand eller sulter til døde har kun min interesse i det omfang, vi har brug for dem som slaver for vor kultur, derudover har det ikke min interesse. Om 10.000 russiske kvinder falder om af udmattelse, mens de graver en anti-kampvognsgrøft interesserer mig kun i det omfang, at anti-kampvognsgrøften for Tyskland bliver færdig. Vi vil aldrig være rå eller hjerteløse, når det ikke er nødvendigt, det er klart. Vi tyskere, som er det eneste folk i verden, som har en anstændig holdning over for dyr, vil også indtage en anstændig holdning overfor disse menneskelige dyr. Men det er en forbrydelse mod vort eget blod at bekymre sig om dem og give dem idealer og derved afstedkomme, at vore sønner og sønnesønner får mere besvær med dem. Når nogen kommer til mig og siger: "Jeg kan ikke grave anti-kampvogngrøften med kvinder og børn, det er inhumant, det vil tage livet af dem", så må jeg sige: "Du er en morder over for dit eget blod, for hvis anti-kampvoghsgrøften ikke bliver gravet, vil tyske soldater dø, og de er sønner af tyske mødre. Det er vort eget blod". Det er det, som jeg vil have skal gennemsyre SS, og hvad jeg tror, jeg har fået dem til at forstå som en af de vigtigste hellige love for fremtiden. Vor bekymring, vor pligt er over for vort folk og vort blod. Det er dem, vi må sørge for, planlægge, arbejde og kæmpe for, intet andet. Vi han være ligeglade med alt andet. Jeg ønsker, at SS skal indtage denne holdning til problemet med alle fremmede, ikke-tyske folk, især russere. Alt andet er forfængeligt bedrageri mod vor egen nation og en forhindring for en hurtig sejr i krigen. | Citat |
|       | |       |

## Eksterne kilder
- Nizkor Projekt side om Himmlers Posen tale Arkiveret 3. marts 2016 hos  Wayback Machine Omfatter både den oprindelige nedskrivning af talen på tysk, en rettet Nizkor projekt nedskrivning, oprindelig oversættelse fra Nürnbergdomstolen og en korrigeret Nizkor projekt oversættelse, analyse af den holdt tale og links til eksempler der viser hvorledes taler er blevet behandlet af Holocaust-benægtere.
- Holocaust History Project: Himmler Posen speech Arkiveret 7. maj 2012 hos  Wayback Machine Original referat, forklaring og tekstanalyse
- Website for Professor Stuart Stein: Delvis oversættelse af Himmlers Posen tale Arkiveret 2. marts 2009 hos  Wayback Machine Kilden oplyses som: Nazi Conspiracy and Aggression, Vol. IV. USGPO, Washington, 1946, pp.616-634
- Hele teksten til Himmlers tale på tysk